# Тюков, Трифон Петрович
Трифон Петрович Тюков — советский хозяйственный, государственный и политический деятель, Герой Социалистического Труда.

## Биография
Родился в 1913 году в селе Пылково в мордовской семье. Член КПСС с 1941 года.
С 1933 года — на хозяйственной, общественной и политической работе. В 1933—1976 гг. — колхозник, на инженерных должностях в энергетике Узбекской ССР, участник Великой Отечественной войны, командир роты автоматчиков моторизованного батальона 1-й гвардейской танковой бригады, машинист турбины Ферганской ТЭЦ имени В. И. Ленина Министерства энергетики и электрификации СССР.
Указом Президиума Верховного Совета СССР от 20 апреля 1971 года присвоено звание Героя Социалистического Труда с вручением ордена Ленина и золотой медали «Серп и Молот».
Умер в Фергане до 1985 года.